# ヒソプ

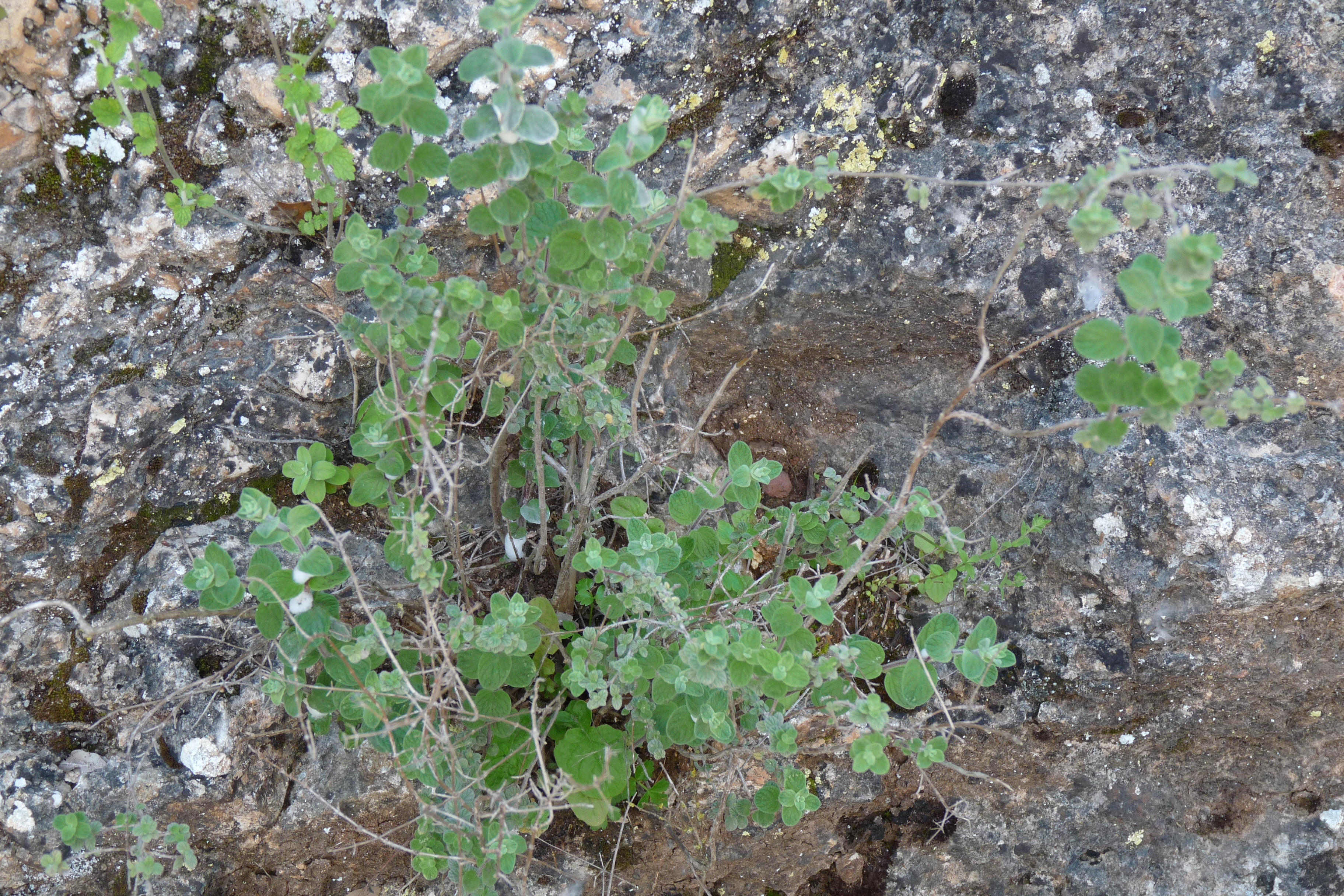
ヒソプだと考えられているシリアンオレガノ（イスラエル北部）

ヒソプ（hyssop）とは、聖書に登場する植物である。ヘブライ語ではエゾヴ（אזוב）、もしくはエゾブ（Ezob）といい、「ヒソプ」は七十人訳聖書におけるギリシャ語訳である。

## 聖書
壁際に生える香りを持つ草として記述されている。「出エジプト記」12:22の過ぎ越しの祭りで、子羊の血と混ぜられて、かもいに塗られる。また「レビ記」14:4-7、14:49-51の、らい病の儀式で使われた。「民数記」19章の儀式でもヒソプがきよめに使用される。ダビデは「詩篇」51篇で「ヒソプをもって私の罪を除いてきよめてください」（新改訳聖書）と祈った。ヘブライ書9:19-21にもある。

## 植物
古代イスラエル滅亡後の長い年月の間に、ヒソプの正体については不明となってしまった。
英語名でヒソップと呼ばれる和名ヤナギハッカは、イスラエル周辺には自生しないことから聖書のヒソプではないと考えられている。今日ではマジョラムの近縁種であるシリアンオレガノ（Origanum syriacum）が聖書のヒソプとみなされている。